# Tetramoera isogramma
Tetramoera isogramma är en fjärilsart som beskrevs av Edward Meyrick 1908. Tetramoera isogramma ingår i släktet Tetramoera och familjen vecklare. Inga underarter finns listade i Catalogue of Life.